# Valdivia serrata
Valdivia serrata е вид десетоного от семейство Trichodactylidae. Видът не е застрашен от изчезване.

## Разпространение и местообитание
Разпространен е в Боливия, Бразилия (Акри, Амазонас, Амапа, Мараняо, Пара и Рондония), Венецуела, Гвиана, Еквадор, Колумбия, Перу, Суринам и Тринидад и Тобаго.
Обитава крайбрежията и пясъчните дъна на сладководни басейни, океани, морета, реки и потоци. Среща се на дълбочина около 1 m.

## Описание
Популацията на вида е стабилна.